# Yi Bok-nam
Yi Bok-nam (* 28. Juni 1555; † 16. August 1597) war ein koreanischer Militärführer, Politiker und Admiral, Dichter zur Zeit der Joseon-Dynastie. 

## Leben
1588 bestand Yi Bok-nam das Gwageo, die Staatsprüfung für koreanische Beamte und Militärs.
Er ist bekannt für seine Siege in den Schlachten von Woongchi and Ahndeokwon im Jahr 1592. Zwischen 1594/1595 und 1597 befehligte er die Armee  von Jeolla-do während des Imjin-Kriegs. Er wurde 1597 in der Schlacht von Namwon getötet. Der königliche Hof verlieh ihm einige Ehrentitel, darunter den posthum verliehenen Titel des Chungjanggong (Herzog der Tapferen), eine Aufnahme als Seonmu Wonjong Gongsin und posthum das Amt Jwachanseong (Vizepremierminister).